# Balledent
Balledent este o comună în departamentul Haute-Vienne din centrul Franței. În 2009 avea o populație de 210 de locuitori.

## Evoluția populației
| An        | 1975 | 1982 | 1990 | 1999 | 2006 | 2009 |
| --------- | ---- | ---- | ---- | ---- | ---- | ---- |
| Populație | 291  | 266  | 231  | 205  | 211  | 210  |